# Ду Нувас
Ду Нувас (арап. ذو نواس‎) или Јусуф ибн Шархабел (арап. يوسف بن شرحبيل‎) сиријски Масрук, грчки Доунас (Δουναας), био јеврејски господар рата у Јемену између 517. и 525-27. год. н. е, који је постао познат по својим војним подвизима против људи других религија који живе у његовом краљевству.

## Порекло
Ибн Хишмаов Сират Расул Алах (на енглеском познатији као Живот Мухамеда) описује подвиге јусуфа Ду Нуваса. Ибн Хишам објашњава да је Јусуф био Јеврејин који је израстао из своје бочне стране (нувас значење, "лутка" или "бочно лице"), а који је постао познат као "господар бока". Историјско постојање Ду Нуваса потврђују Филосторгије и Прокопије (у последњем Персијскиом рату). Прокопије пише да су војске хришћанског краљевства Аксум у Етиопији 525. године, на захтев византијског цара Јустинијана I, нападале Јемен, да би преузеле контролу над јеврејским краљевством у Химјару, а затим под руководством Јусуфа Ду Нуваса, који је дошао на власт 522. Ибн Хишам објашњава исти наставак догађаја под именом "Јусуф Ду Нувас." Заиста, са овом инвазијом, Химајарити су били одушевљени, и тако је врховна власт јеврејске религије у Краљевини Химјар, као и у читавом Јемену, дошла до свог наглог краја.
Имру ел Кајс, познати јеменски песник из истог периода, у својој песми под насловом такул ли бинт ел-кинда лама 'азафат, жали се на смрт два великана Јемена, један од њих је Ду Нувас, кога сматра последњим од краљева Химјара:
"Зар ниси ожалошћен како је судбина постала ружна звер, издајник своје генерације, онај који прогута људе? Она је уклонила Ду Нуваса из тврђава / који је некада владао у тврђавама и над људима / [оклопни витез, који је брзо сломио удаљене крајеве земље / и водио своје хорде од коња до својих крајњих делова и затворио брану у место сунца / за Гога и Магога који су (као и високе) планине!] "
Изгледа да један сиријски извори сугерише да је мајка Ду Нувас била Јеврејка која је отишла из месопотамског града Нисибиса. Ако је тако, ово би онда одредило њено порекло у Сасанидској империјалистичкој сфери, и осветлио би могуће политичке разлоге за његове касније акције против хришћана из Арабије, који су били природни савезници Византијског царства. Многи савремени историчари, сматра Кристофхер Хас чине изузетак, тако што тврде да је конверзација њеног сина била ствар тактичког опортунизма, јер би му јудаизам пружио идеолошку противтежу религији свог противника, Краљевине Аксум, а такође му је дозволило да се приклони сасанидском шаху.

## Његова владавина
Према Ибн Ишаку, краљ Химијара назван Ду Нувас је спалио хришћане у Наџрану, а освајчака војска из Аксума (Хабашах) извршила је инвазију и окупирала Јемен. Ду Нандас је одлучио да се убије тако што се потопио у море. Арапска традиција наводи да је Ду Нувас починио самоубиство тако што је јахао коња и са њим ушао у Црвено море. За Химјарско краљевство се говори да је њиме пре Ду Нуваса владао Ду Јазан из династије јеврејских конвертита, најраније од краја 4. века.
Према многим средњовековним историчарима, који зависе од извора Јована Ефеског, Ду Нувас је објавио да ће прогонити хришћане који живе у његовом краљевству јер су хришћанске државе прогониле припаднике јудаизма које је он по религији сматрао својом истоверном браћом у њиховој домовини; сачувано је писмо које је написао Симон, епископ Бет Аршама 524. године, при чему је споменуо Димнонов (који је вероватно Дху Нувас) прогон у Наџрану у Саудијској Арабији.
На основу других савремених извора, након што је преузео престо Химара 518. или 523. Ду Нувас је напао Аксумите (углавном хришћански Етиопљани) у Наџрану, заробио их у њиховим црквама и живе их спалио. Након прихватања предаје града, он је масакрирао све оне преживеле становнике који нису хтели да се одрекну хришћанства.
Према арапским историчарима, Ду Нувас је затим писао писмо Лахмидском краљу Ел Мундиру III ибн Ел Нуману из Ал-Хире и краљу Каваду I из Персије, обавјештавајући их о свом делу и охрабрујући их да раде исто са хришћанима под својом влашћу. Ел Мундир је примио ово писмо у јануару 519. године, пошто је примио посланство из Константинопоља које је тражило мир између Римског царства и Ал-Хире. Он је открио садржај писма римским амбасадорима који су били ужаснути његовим садржајем. Реч о покољу се брзо ширила у римским и персијским областима, а избеглице из Наџрана су чак и стигле до двора римског цара Јустина I, и молиле га да освети мучене хришћане.

## Извори и имена
Име Јусуф 'Ас'ар Јат'ар (за којег се верује да је Јосеф Ду Нувас) појављује се у старом јужно-арапском натпису. Са њим повезани натписи из истог периода које су такође дешифровали Џејм и Рикман, показују да су као последица ратова са његовим не-јеврејским поданицима, имале за резултат комбиновани ратни плен (изузев смрти) из похода против Абисинаца на Зафар, укључујући борце у местима као што су 'Ашаран, Ракбан, Фарасан, Мухван (Мока), и борце и војне јединицама у Наџрану, износили су 12.500 ратних трофеја, 11.000 заробљеника и 290.000 камила, говеда и оваца.
Према речима из дела Ирфан Шахида Мученици Наџрана - Нови документи, Ду Нувас је послао војску од око 120.000 војника да опседа град Наџран, чија је опсада трајала шест месеци, а град је узет и спаљен 15. дан седмог месеца (тј. лунарни месец Тишри). Град се побунио против краља и становници су одбили да град предају краљу. Око три стотине градских становника предало се краљевским снагама, под условима да им се положи заклетва да од тога касније неће трпети никакве штете, али су они касније везани, док су остали у граду били живи спаљени у својој цркви. Процењује се да је број жртава по овом рачуну достигао око две хиљаде. Међутим, у Сабејским натписима који описују ове догађаје, описано је да је до месеца Ду-Мадра'ан (између јула и септембра) било "1000 убијено, 1500 затвореника [узето] и 10.000 глава стоке".
Џаскес Рикман, који је дешифровао Сабејске натписе, пише у својој La Persécution des Chrétiens Himyarites, да је Сарах'ил Јакбул-Јаз'ан који је уједно био и племенски шеф и поручник Јусуфа Асара (краљ) у време војне кампање, и да је био послат изван од краља како би заузео Наџран, док је краљ остао како би пратио ситуацију у земљи и спречио могући напада Абисинаца/Етиопије дуж приобалних равница Јемена у близини Моке (Ел Мока) и теснаца познатог као Баб ел Манбад. Треба напоменути етиопијску црква у Зафару, коју је неколико година раније изградио краљ Јемена, и још једну цркву коју је сазидао у Адену (види: Црквена историја Филосторија, Епитом књиге III, поглавље 4), Констанције II, током дипломатске посете у земљи Химјатита (тј. Јемена), око 340. године. Ова црква је запаљена и срушена до земље, а његови абисински становници су убијени. Касније су странци (вероватно хришћани) који су живели у Хадрамауту такође погубљени пре него што је краљевска војска напредовала према Наџрану на крајњем северу и заузела га.
Краљ Јусуф Асар Јатар, описан у натпису као "краљ свих народа", водио је главна племена Јемена (Хамедан, Мадxиџ, Кинда, Мурад) и успешно побиедила абисинске снаге код места Зафар, Мока и Наџран.
Ди Јазан вођа, Смеаф 'Ашва' (سميفع اشوع), постао је наследник Јусуфа 527. године, а Абисинске снаге под вођством Абрахе поново су нападале Јемен у 531. године.
Натпис из Наџрана (518. н. е):
Прва линија:
Сабејски: ليبركن الن ذ لهو سمين وارضين ملكن يوسف اسار يثار ملك كل اشعبن وليبركن اقولن
Арапски: ليبارك الله الذي له (ملك) السماوات والأرض الملك يوسف أسار يثأر ملك كل الشعوب وليبارك الأقيال
Бог који поседује небеса и земљу благослови краља Јусуфа Асара Јатхара, краља свих народа и благослови Акиалс (вође Ди Јазана)
Трећа линија:
Сабејски: خصرو مراهمو ملكن يوسف اسار يثار كدهر قلسن وهرج احبشن بظفر وعلي حرب اشعرن وركبن وفرسن
Арапски: الذين ناصروا سيدهم الملك يوسف أسأر يثأر عندما أحرق الكنيسة وقتل الأحباش في ظفار وعلى حرب الأشاعرة وركبان وفرسان
Ко су они којису стајали са својим господарима, краљем Јусуфом Асаром Јатаром, када је спалио цркву и убио Хабаше (Абисињане) у Дофару и рат (Хабашах) у Ашарану и Ракбану (регионима) и Фарасану
Пета линија:
Сабејски: وكذه فلح لهفان ملكن بهيت سباتن خمس ماتو عثني عشر االفم مهرجتم واحد عشر االفم سبيم وتسعي
Арапски: وقد أفلح الملك في هذه المعركة في قتل 12500 اثناعشر الف وخمسمائة قتيل و11090 أحد عشر ألف وتسعين اسير
Краљ је успео у овим биткама у убиству од 12.500 и хватајући 11.090
Шеста линија:
Сабејски: وثتي ماتن االفن ابلم وبقرم وضانم وتسطرو ذن مسندن قيل شرحال ذي يزن اقرن بعلي نجرن
Арапски: وغنم مئتي الف رأس من الابل والبقر والضان وقد كتب هذه المسند القيل شرحال ذي يزن عندما رابط في نجران
Плен од две стотине хиљада девојака, крава, оваца и овог Мишнада (натпис) написао је Шрахал Ди Јазан када је боравио у месту Наџран
Седма линија:
Сабејски: بشعب ذ همدن هجرن وعربن ونقرم بن ازانن واعرب كدت ومردم ومذحجم واقولن اخوتهو بعم ملكن قرنم
Арапски: مع شعب همدان والعرب والمقاتلين اليزنيين وأعراب كندة ومراد ومذحج واخوته الأقيال الذين رابطوا مع الملك
Са народом Хамедан и Арапима и Јазанијевим борцима и Арапским (Номадима) Кинду и Мурадом и Мадхиџом и његовом браћом Акиалима који су се бавили краљем
Осма линија:
Сабејски: ببحرن بن حبشت ويصنعنن سسلت مدبن وككل ذذكرو بذل مسندن مهرجتم وغنمم ومقرنتم فكسباتم
Арапски: على البحر من جهة الحبشة واقاموا سلسلة من التحصينات في باب المندب وجميع الذين ذكروا بهذا المسند قاتلوا وغنموا ورابطوا في هذه المهمة
На мору са стране Хабашах (Абисинија) И они су се поставили у низу утврђења у Баб ел-Мандабу и сви који су поменути у овом Муснаду су се борили и :узели плен и камповали у овој мисији
Десета линија:
Сабејски: اوده ذ قفلو ابتهمو بثلثت عشر اورخم وليبركن رحمنن بنيهمو شرحبال يكمل وهعن اسار بني لحيعت
Арапски: الترجمة : وعادوا في تاريخ ثلاثة عشر وليبارك الرحمن ابناء شرحبال يكمل وهعن واسار بني لحيعت
И вратили су се у историју тринаест и Рахман (бог) благослови Схархабал Екмла и Вх'ан и Асар Бни Лхи'т

## Текст из Курана
Сура ел-Фил (Слон) алудира на хришћанску абисинијску судбину у Арабији и њихову војну кампању против Меке у 570. години хришћанске абисинијанске ере. Абраха, хришћански освајач Јемена (којим су у то време владали Абисинци), саградио је цркву у Сани, надајући се да ће на тај начин преусмерити годишње арапско ходочашће из меканског светилишта, Кабе, у нову цркву. Када је та нада остала неиспуњена, одлучио је да уништи Кабу; и тако је кренуо против Меке на челу велике војске, која је укључивала и велики број ратних слонова. Абрахина војска је потпуно уништена на свом маршу - камењем Сјеела (حجارة سجيل) према стиховима поменутим у Курану.